# Apache Cordova
Apache Cordova（アパッチ・コルドバ）は、オープンソース（Apache 2.0 License）のモバイルアプリケーション開発フレームワーク。
ニトビ・ソフトウエア社によってPhonegap（フォンギャップ）として開発が始められた。その後アドビシステムズ（現アドビ）がニトビ・ソフトウェア社を買収したことによりPhoneGapはAdobeのプロダクトとなり、そのソースコードがApache CordovaとしてApacheソフトウェア財団に寄贈され、コミュニティによってメンテナンスされている。

## 概要
モバイルデバイスのカメラ、GPS、加速度センサーなどにアクセスするためのAPIを追加することにより、JavaScript、HTML、CSSといったウェブアプリケーション開発の技術でモバイルアプリケーションを開発することができるのが特徴である。
アドビが開発した、PhoneGap Buildというオンライン上で各種モバイルアプリケーション用のインストールパッケージを作成するためのサービスもある。
競合するとされるフレームワークの一つにTitaniumがあるが、Titaniumが(V8やRhinoなどの)JavaScriptエンジン上で動作してモバイルデバイスのAPIにアクセスする形態なのに対し、Phonegapはモバイルデバイスのブラウザビュー上で動作し、モバイルデバイスのAPIにアクセスする形態のため、通常のWebアプリ開発と同じように作成できる。
Android、iPhone、Windows Mobile、BlackBerry、Palm WebOS、Symbian OS、Firefox OS、Tizen、Ubuntu Touch、などのモバイルデバイスに対応している。
2011年10月4日、Adobeは開発者向けカンファレンス「Adobe Max 2011」においてニトビ・ソフトウェア社の買収合意を発表した。

## 沿革
サンフランシスコで行われた『iPhoneDevCamp』の中で開発され、PhoneGapはオライリーメディア が行っている『O'Reilly Media's 2009 Web 2.0 Conference』において『People's Choivr Award』を受賞した。その後公開され、フレームワークとして様々なスマートフォンアプリの開発に使用されている。
PhoneGapフレームワークはいくつかのモバイルアプリケーションの開発プラットフォームに使用されており、代表的な開発プラットフォームとして、アシアル社のMonaca、ViziApps社のViziApps、 IBM社のIBM MobileFirst Platform（旧名称：Worklight）、Convertigo、appMobiがある。
アドビシステムズは2011年10月4日に、ニトビ・ソフトウエアの買収合意を発表した。買収によりアドビシステムズのプロダクトとなったが、PhoneGapのソースコードはApacheソフトウェア財団に寄贈され、Apacheにおけるプロジェクト名としてApache Cordovaと呼ばれている。アドビシステムズは、Adobe PhoneGap及びAdobe Phonegap Buildとしている。
Phonegapの初期のバージョンでは、iOSのアプリケーションはアップル社製のコンピューター、Windows Mobileのアプリケーションはマイクロソフト社のWindowsのコンピュータでなければ開発できなかったが、2012年9月に、アドビシステムズはPhoneGap Buildサービスの提供を開始し、HTML・CSS・JavaScriptのソースをクラウド上でコンパイルし、全てのプラットフォームのアプリケーションをクラウド上で作成することが可能となった。
2015年7月20日に公開されたマイクロソフトの統合開発環境であるMicrosoft Visual Studio 2015に追加されたクロスプラットフォーム開発のツールの一つとしてApache Cordovaが正式に追加された。但し、Microsoft Visual Studio 2015でiOSのアプリケーションを開発する場合は、Macにリモートエージェントをインストールする必要がある。

## 対応プラットフォーム
Apache Cordova（Phonegap）が対応しているオペレーティングシステムは現時点で、iOS、BlackBerry、Android、webOS、Windows Phone(7・8)、Symbian OS、Tizen(SDK 2.x)、Bada、Firefox OS及びUbuntu Touchがある。
以下は対応しているオペレーティングシステムと使用できる機能の表である
| 機能           | iPhone /iPhone 3G | iPhone 3GS以降 | Android 1.0 – 4.4 | Windows Phone | BlackBerry 10 and PlayBook OS | 4.6–4.7 | 5.0-6.0+ | Bada | Symbian | webOS | Tizen | Ubuntu Touch | Firefox OS |
| -------------- | ----------------- | -------------- | ----------------- | ------------- | ----------------------------- | ------- | -------- | ---- | ------- | ----- | ----- | ------------ | ---------- |
| 加速度センサー | Yes               | Yes            | Yes               | Yes           | Yes                           | N/A     | Yes      | Yes  | Yes     | Yes   | Yes   | Yes          | Yes        |
| カメラ         | Yes               | Yes            | Yes               | Yes           | Yes                           | N/A     | Yes      | Yes  | Yes     | Yes   | Yes   | Yes          | 不明       |
| 電子コンパス   | N/A               | Yes            | Yes               | Yes           | Yes                           | N/A     | N/A      | Yes  | N/A     | Yes   | Yes   | Yes          | Yes        |
| 連絡先         | Yes               | Yes            | Yes               | Yes           | Yes                           | N/A     | Yes      | Yes  | Yes     | N/A   | Yes   | N/A          | Yes        |
| ファイル       | Yes               | Yes            | Yes               | Yes           | Yes                           | N/A     | Yes      | N/A  | N/A     | N/A   | Yes   | Yes          | 不明       |
| 位置情報       | Yes               | Yes            | Yes               | Yes           | Yes                           | Yes     | Yes      | Yes  | Yes     | Yes   | Yes   | Yes          | Yes        |
| オーディオ     | Yes               | Yes            | Yes               | Yes           | Yes                           | N/A     | N/A      | N/A  | N/A     | N/A   | Yes   | Yes          | 不明       |
| ネットワーク   | Yes               | Yes            | Yes               | Yes           | Yes                           | Yes     | Yes      | Yes  | Yes     | Yes   | Yes   | Yes          | 不明       |
| 通知           | Yes               | Yes            | Yes               | Yes           | Yes                           | Yes     | Yes      | Yes  | Yes     | Yes   | Yes   | Yes          | Yes        |
| ストレージ     | Yes               | Yes            | Yes               | Yes           | Yes                           | N/A     | Yes      | N/A  | Yes     | Yes   | Yes   | Yes          | 不明       |